# Bernard Bonnejean

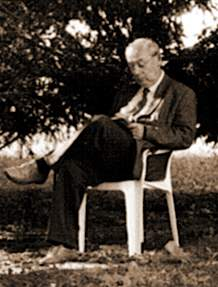
En el parque de sus amigos, de Valmondois (2002).

Bernard Bonnejean (pronunciado, en francés, /bɔn'ʒɑ̃/), nacido en Ernée (Francia, departamento de Mayenne) el 10 de junio de 1950, es un francés escritor, especialista de poesía católica francesa del siglo XIX y del siglo XX.

## Infancia y juventud
Bernard Bonnejean es el menor de ocho hermanos, 4 mujeres y 4 varones. Uno de los varones, Roger, murió pequeño. Sus antepaternos maternos son picardos ; sus antepasados paternos son originarios de Borbonés,(en francés Bourbonnais). De fines del siglo XIX, estos últimos se asientan en departamento francés de Aisne, situado en la región de Picardía. Mayo 1940, para escapar de los invasores alemanes, la familia se refugia en Ernée. En la primavera de 1959, se trasladó a Le Mans, donde el padre, Maurice, es herrero en un arsenal del Ejército. En 1965, después de haber retirado, se estableció en departamento de Mayenne con su esposa y su hijo menor, Bernard.

## Carrera docente
Después de obtener el grado Bachiller, Bernard Bonnejean trabaja como profesor en la escuela primaria y luego secundaria. Es licenciado en letras clásicas (lenguas griega, latina, francesa) y profesor certificado de literatura moderna en Saint-Pierre-la-Cour. Terminó su carrera como profesor de liceo de enseñanza secundaria en Laval (Mayenne), titular de la agregación de letras modernas. Obtuvo el título de doctor después de salir de la carrera docente.
Es también secretario de la Association mayennaise échanges et partage (AMEP), del 1975 al 2001, cuyo objetivo era enseñar oficios a jóvenes madres solteras en Camerún para evitar la prostitución ; fundador y presidente de la Asociación Lycée en poésie (Liceo en poesía).

## Investigación y escritura
En 1996, Bernard Bonnejean llegó a ser conocido en los círculos académicos como el ardiente defensor del catolicismo verdadero de Paul Verlaine. Él sostiene las cualidades literarias y espirituales de Liturgias íntimas (1892), en contra de la opinión unánime de la crítica académica.
Además, se pretende dar una explicación racional de la metamorfosis repentina y aparentemente ilógica de Joris-Karl Huysmans, desde el naturalismo ateísmo a la conversión al catolicismo.
Es uno de los primeros en hacer justicia a la poesía de Santa Teresa de Lisieux a la que dedica un estudio detallado y exhaustivo.
Su tesis titulada Les Poètes français d'inspiration catholique de Verlaine à Péguy, 1870-1914 (Los Poetas católicos franceses desde Verlaine a Péguy, 1870-1914), es sostenida en 2003 en Rennes-II-Villejean.

## Obras y artículos
- "Liturgies intimes : un recueil à redécouvrir", in Spiritualité verlainienne, Actes du colloque international de Metz (novembre 1996), Klincksieck, 1997, ISBN 2-252-03171-9.

- "Le Verlaine de Guy Goffette", in Revue Verlaine n° 5, 1997

- "Huysmans avant À Rebours : les fondements nécessaires d'une quête en devenir", in Le Mal dans l'imaginaire français (1850-1950), éd. David et L'Harmattan, 1998, ISBN 2-7384-6198-0.

- Les Poètes français d'inspiration catholique (1870-1914), 2 vol., (695p.), thèse de doctorat, université de Rennes-II, 2003, Lille : Atelier national de reproduction des thèses, 2004

- La Poésie thérésienne, préface Constant Tonnelier, éditions du Cerf, Paris, 2006, 292 p., ISBN 978-2-204-07785-9.

La tesis es publicada en tres volúmenes autónomos
- Clio et ses poètes : les poètes catholiques dans leur histoire, 1870-1914 (con un prefacio de dom Bertrand Gamelin), éditions du Cerf, coll., Paris, 2007, 354 p. ISBN 978-2-204-08052-1.

- Le Dur Métier d'apôtre : les poètes catholiques à la découverte d'une réelle authenticité, 1870-1914e (con un prefacio de Olivier Bourdelier), éditions du Cerf, Paris, 2009, 320 p., ISBN 978-2-204-08053-8.

- Les Chemins d'un Éden retrouvé, libro de próxima aparición.